# Cephalophus nigrifrons rubidus
Cephalophus nigrifrons rubidus або рувензорійський дуїкер — підвид чорнолобого дуїкера, що мешкає в горах Рувензорі в Уганді і, можливо, в ДР Конго. Дорослі представники цього виду в середньому мають висоту в плечах 45 см і вагу 15 кг. Шерсть рудого кольору, світліша на животі і темніша на спині. Мають короткі роги довжиною 8 см. Живуть в субальпійських луках на висоті понад 3000 метрів, харчуються травою.

## Невизначеність статусу
Рувензорійський дуїкер довгий час вважався підвидом чорнолобого дуїкера (C. nigrifrons). Однак істотні відмінності від іншого підвиду, C. n. kivuensis, що жив поряд з ним в горах Рувензорі, змусив Кінгдона припустити, що рувензорійський дуїкер може бути окремим видом. У 2003 році вийшло дослідження, що підтвердило цю гіпотезу. Проте рувензорійський дуїкер досі не визнаний значною кількістю вчених як окремий вид.